# Redemption Song
«Redemption Song» (с англ. — «Песнь об искуплении») — песня Боба Марли, была спродюсирована Крисом Блэквеллом и выпущена на лейбле Island Records. Это последний трек из двенадцатого альбома музыканта — Uprising. Песня считается одним из величайших произведений Марли. Некоторые ключевые моменты текста позаимствованы из речи, произнесенной панафриканиским оратором — Маркусом Гарви, также уроженцем Ямайки.
В 2004 году журнал Rolling Stone поместил песню на 66-е место в своём списке «500 величайших песен всех времен». В 2010 году журнал New Statesman отметил песню в числе «20 лучших политических песен».

## О песне
В период, когда Марли сочинял песню (около 1979 года), у него уже была диагностирована раковая опухоль на пальце ноги. По словам жены музыканта Риты Марли, «он уже испытывал много боли, хотя и не показывал этого… он много размышлял о своём смертельном исходе, эта тема просматривается во всём альбоме, в частности, в этой песне».
В отличие от большинства композиций Боба Марли, эта запись полностью акустическая — Марли поёт и аккомпанирует себе на гитаре, без сопровождения ансамбля. Песня исполняется в тональности соль-мажор.
В октябре 1980 года «Redemption Song» была выпущена в качестве сингла в Великобритании и Франции, в этом варианте Марли исполняет песню вместе со своей группой (т. н. «Band Version»). Эта версия была добавлена в качестве бонус-трека в переиздание альбома в 2001 году, а также в компиляцию One Love: The Very Best of Bob Marley & The Wailers. Хотя на концертах Марли исполнял песню вместе со своим ансамблем, его сольная акустическая запись остается наиболее знакомой слушателям.

## Участники записи
- Боб Марли — вокал, акустическая гитара, продюсирование

Джеймс Хенке, автор книги «Marley Legend»: 
Боб пел и аккомпанировал себе на гитаре, «Redemption Song» отличалась от всего, что он когда-либо записывал: акустическая баллада, без всякого намёка на регги ритм. По посылу и звучанию она напоминала творчество Боба Дилана. Биограф Тимоти Уайт назвал эту песню «духовно-акустической», в свою очередь другой биограф, Стивен Дэвис, отметил, что этот финальный трек был „генеральным исходом“ музыканта — глубоко личный текст, спетый под тёплое акустическое бренчание гитары.

## Смысл и влияние
Песня призывает слушателя: «Освободить себя от ментального рабства», потому что «Никто, кроме нас самих, не может освободить наши умы». Эти строки взяты из речи, произнесённой Маркусом Гарви в Новой Шотландии в октябре 1937 г. и опубликованы в его журнале Black Man (с англ. — «Чернокожий»): 
Мы собираемся освободить себя от ментального рабства, потому что, пока другие могли бы освободить своё тело, никто кроме нас самих не может освободить свой разум. Разум твой единственный правитель, властелин. Человек, который не в состоянии развить и использовать свой ум, обязательно будет рабом другого человека, который пользуется собственным умом...
Боно рассказал, что для него значит «Redemption Song», в одном из интервью: 
Я шёл с этой песней в сердце на каждую встречу, с политиком, премьер-министром или президентом. Она была для меня пророческим изречением или, как говорил сам Боб, „маленьким топором, который способен повалить большое дерево“. Песня напоминала мне, что свобода всегда имеет свою цену, но для тех, кто приготовился платить, возможно, наградой будет „освобождение от ментального рабства“.
В 2009 году ямайский поэт и телеведущий Mutabaruka выбрал «Redemption Song» как самую влиятельную запись за всю историю ямайской музыки.

## Кавер-версии
- Группа Manfred Mann's Earth Band записала свою версию песни для альбома Somewhere in Afrika (1983).
- Вокалист Stone Roses Ян Браун также исполнял «Redemption Song», демоверсия записанная в студии вышла на бутлеге «In the studio»[8].
- Джексон Браун исполнил акустическую версию песни на концерте в Зале славы рок-н-ролла (1995), позднее эта запсь вышла в альбоме Concert for the Rock and Roll Hall of Fame.
- Английская R&B гёрл-группа Eternal записала эту песню для своего альбома Power of a Woman (1995).
- В 1995 году, скейт-панк группа, No Use for a Name, записала кавер-версию для своего третьего альбома — Leche Con Carne.
- Редкая кавер-версия от Стиви Уандера была включена в его сборник Stevie Wonder - Song Review: Greatest Hits (1996).
- Ирландская фолк-группа The Chieftains записала эту песню вместе с сыном Боба Марли — Зигги Марли, для их альбома The Wide World Over: A 40 Year Celebration (2002).
- Джо Страммер (фронтмен The Clash), и группа The Mescaleros записали кавер-версию для их последнего альбома — Streetcore незадолго до смерти Страммера в 2002 году; среди особенностей трека — продюсер Рик Рубин играет на мелодике и фортепиано. Рубин также спродюсировал версию Страммера и Джонни Кэша, для посмертного бокс-сета последнего — Unearthed.
- В 2006 году, Крис Корнелл сыграл эту песню в своём концертном альбоме, который доступен для бесплатного скачивания.
- Норвежский дуэт — Трюгве Сейм и Фроде Халтли исполнили эту песню на сопрано-саксофоне для своего альбома Yeraz (2008).
- В 2009 году Анжелика Киджо выпустила свою версию песни на сборнике Oh Happy Day: An All-Star Music Celebration[9].
- В январе 2010 года Рианна спела кавер-версию этой песни для благотворительной кампании Hope For Haiti Now — в поддержку людей, пострадавших от землетрясения на Гаити[10].
- 30 августа 2013 года, во время первого эпизода четвёртого сезона голландской версии шоу «Голос» — «The Voice of Holland», 40-летний Митчелл Брунингс исполнил свою собственную версию «Redemption Song» — все четыре наставника «повернулись к нему лицом», тем самым отметив вокальные способности конкурсанта[11].
- В ходе своего австралийского тура (2013 г.), когда Алиша Киз узнала о смерти Нельсона Манделы, как дань памяти — она исполнила «Redemption Song» вместе с Джоном Леджендом.